# عبد العزيز الفهد
عبد العزيز الفهد (1 يناير 1940  - 19 نوفمبر 2009 )، ممثل ومخرج إذاعي كويتي.

## عن حياته
التحق ببداية طفولته «بمدرسة الملا محمد المسباح»، وفيها تعلم قراءة القرآن، ثم التحق «بالمدرسة الشرقية» والتي أكمل بها دراسة المرحلة الابتدائية، وفي عام 1956  انتقل إلى «مدرسة المتنبي»، وهناك تعرف على الفنان منصور المنصور وشاركا بتقديم الأنشطة الإذاعية في المدرسة إلى جانب لعبة كرة القدم. وبعد انتهائه من المرحلة المتوسطة التحق «بثانوية الشويخ» وتابع دروسه فيها، إلا إنه ترك الدراسة بعد ذلك مع زميله منصور المنصور وذهبا للبحث عن عمل إلى أن وافقت «الإذاعة الكويتية» على تعيينهما وقبولهما كمذيعين وممثلين، وسافر في بعثة إلى القاهرة وذلك لدورة في الإخراج، عاد بعدها إلى الكويت وأخرج أول برنامج بث مباشر وكان ذلك بعام 1966 ، وتابع بعدها عمله مع البرامج المباشرة بالإضافة إلى عمله كممثل في الدراما الإذاعية.
كما ساهم في عام 1963 بتأسيس «فرقة مسرح الخليج العربي» إلى جانب صقر الرشود ومنصور المنصور وعدد آخر من الفنانين، واستمر عضوًا بالفرقة حتى عام 1968  وتولى خلال هذه الفترة عدد من المناصب الإدارية بها. وبعد استقالته مع فرقة مسرح الخليج إنضم إلى «فرقة المسرح الشعبي». وفي عام 1974 شارك بتأسيس «فرقة المسرح الحر» بمشاركة من الفنانين محمد جابر وعبد العزيز النمش وعبد الله خريبط وعائشة إبراهيم.

### الإخراج الإذاعي
من أهم الأعمال الإذاعية التي أخرجها هو البرنامج الإذاعي «نافذة على التاريخ» والذي تولى إخراجه لسنوات طويلة.

### حياته الأسرية
متزوج ولديه أبناء هم ذكرى وبشرى وسعود وفهد وعلي.

## أعماله

### من المسلسلات
| سنة الإنتاج | المسلسل                              |
| ----------- | ------------------------------------ |
| 1978        | بنت البادية                          |
| 1978        | أمي - سهرة تلفزيونية                 |
| 1979        | فهد العسكر الرحلة والرحيل            |
| 1979        | إلى أبي وأمي مع التحية - الجزء الأول |
| 1981        | درس خصوصي                            |
| 1987        | على الدنيا السلام                    |
| 1992        | الانحراف                             |
| 1993        | مرآه الزمان                          |
| 1994        | عيال قرية                            |
| 1997        | عودة السندباد                        |
| 1997        | دلق سهيل - الجزء الثاني              |
| 1997        | الوريث                               |
| 1997        | القرار الأخير                        |
| 1998        | الرقص فوق الجمر                      |
| 1998        | زمان الإسكافي                        |
| 1999        | الدردور                              |
| 2001        | ديوان السبيل                         |
| 2001        | القدر المحتوم                        |
| 2001        | الصقرين                              |
| 2002        | لعبة القدر                           |
| 2003        | كرت أحمر                             |

### من المسرحيات
| سنة الإنتاج | المسرحية             |
| ----------- | -------------------- |
| 1987        | الأوانس              |
| 1987        | فرسان بني هلال       |
| 1989        | حبابة وحمارة القايلة |

### من أعماله في الإخراج
| العمل             | نوعه         | سنة الإنتاج |
| ----------------- | ------------ | ----------- |
| الخطأ والفضيحة    | مسرحية       | 1963        |
| الله يا الدنيا    | مسرحية       | 1967        |
| صورة              | مسرحية       | 1969        |
| ثور عيدة          | مسرحية       | 1972        |
| الجذب عيب         | مسلسل إذاعي  | 1973        |
| نافذة على التاريخ | برنامج إذاعي | مواسم عديدة |

## جوائز وتكريم
حصل على عدد من الجوائز والشهادات التكريمية عن مشواره الفني:
- شهادة تقدير من «إذاعة الكويت» عن دورات رمضانية.
- ميدالية ذهبية من «إذاعة الكويت» بمناسبة تكريم الموظفين القدامى.
- 1977: درع نجم مسرح أول لمناسبة تكريمه في «يوم المسرح العربي لتكريم الفنان المسرحي».
- 1996: درع شهادة عطاء لمناسبة تكريمه في احتفالية مرور أربعين عامًا على تأسيس «فرقة المسرح الشعبي».
- 2009: تكريم من مهرجان أيام المسرح للشباب الدورة السادسة.

## روابط خارجية
- عبد العزيز الفهد على موقع قاعدة بيانات الأفلام العربية